# Ђамана (Стоилешти)
Ђамана (рум. Geamăna) насеље је у Румунији у округу Валча у општини Стоилешти. Oпштина се налази на надморској висини од 439 m.

## Становништво
Према подацима из 2002. године у насељу је живело 499 становника, од којих су сви румунске националности.